# Думбрава-Дял
Думбрава-Дял (рум. Dumbrava-Deal) — село у повіті Нямц в Румунії. Входить до складу комуни Севінешть.
Село розташоване на відстані 272 км на північ від Бухареста, 11 км на південний схід від П'ятра-Нямца, 88 км на захід від Ясс.

## Населення
За даними перепису населення 2002 року у селі проживали 414 осіб, усі — румуни. Усі жителі села рідною мовою назвали румунську.